# Góth Móric
Góth Móric, külföldön Maurice Goth (Avasfelsőfalu, 1873. március 2. – Amszterdam, 1944. július 11.) magyar festőművész.

## Élete
Jogi tanulmányai közben Bihari Sándor és Karlovszky Bertalan festőiskolájába járt, majd Münchenben és Nagybányán Hollósy Simon tanítványa volt. 1906-tól 1908-ig Párizsban élt, később Bretagne-ban alkotott. Naturalisztikus tájképeiből 1909-ben a Műcsarnokban, 1911-ben és 1918-ban a Nemzeti Szalonban, 1926-ban az Ernst Múzeumban rendezett gyűjteményes kiállítást. 1912-ben a főváros Ferenc József jubileumi ösztöndíjjal jutalmazta. Az első világháború Belgiumban érte, ahonnan Hollandiába menekült és ott is telepedett le.
Krumplihámozó, Feleségem és leányaim, Cirkusz és Szekér lovakkal című képei a Magyar Nemzeti Galériában vannak.